# ななろば華
ななろば華は、日本のイラストレーターおよび原画家。

## 人物
2007年頃から活動しており、ライトノベル挿絵で商業デビュー後、『運命線上のφ』で原画家デビューした。2014年以降、主にLump of Sugar、QUINCE SOFTなどの作品を手掛ける。QUINCE SOFTの処女作となる『もののあはれは彩の頃。』のキャラクターデザインを手掛ける等、数々の作品の制作に参加して好評を博す。
好きな美少女ゲームとして『同級生』『下級生』『プリンセスメーカー』を挙げている。
『もののあはれは彩の頃。』は、ななろば華メインでのゲームを発売したいというかっぱPの考えから立案されている。

## 作品
2017年以前の詳細は祭社Worksを参照。

### アダルトゲーム
- 運命線上のφ（原画）[4]
- 恋想リレーション（原画）[5]
- コドモノアソビ（原画）[6]
- PURELY×CATION（原画）[7]
- もののあはれは彩の頃。（原画）[8]
- まほ×ろば -Witches spiritual home-（原画）[9]
- あくまで、これは～の物語（原画）[10]
- ALL×CATION（原画）[11]

### ソーシャルゲーム
- グリザイア クロノスリベリオン（一乃子あげは イラスト）[12]

### ライトノベル
- オトメ3原則! (集英社 スーパーダッシュ文庫)[13]

### ジュブナイルポルノ
- 妹!妹!!妹!!! (キルタイムコミュニケーション 二次元ドリーム文庫)[14]

### 画集
- うりぼうざっか店 みけおう&ななろば華合同画集「もものはな」[15]
- うりぼうざっか店 ななろば華自選画集「Shining Showtime」[16]
- I'L 春号 Vol.9 ISBN 978-4-80-215391-1
- I'L 夏号 Vol.10 ISBN 978-4-80-215416-1

- Hana Works1〜16(2021/12/18現在)

- Under Wears[17]
- Under Wears2[18]
- Under Wears3[19]
- Under Wears4[20]
- Under Wears5[21]
- Under Wears6[22]

### 抱き枕カバー
- Umbrellaオリジナル 椿木ゆゆか[23]
- いちゃラブ彼女～ 4thシーズン 櫛田ころね[24]

### その他
- Umbrellaオリジナル 奏玲音（ライクトロンシーツ、タペストリー）[23]
- 丸亀城と12人のお姫さま（丸亀市のイベント用一部イラスト、2018年）[25] - 2021年3月10日配信のゲーム『まるがめクエスト〜囚われの12姫〜』でも同じイラストが使用されている。

### 雑誌
- TECH GIAN編集部、2014、「ザ・クリエイターズナウ」、『TECH GIAN』（2014年7月号）、KADOKAWA pp. 132-141